# زیماس جوکنا
زیماس جوکنا (انگلیسی: Zigmas Jukna; ۱۳ ژوئیهٔ ۱۹۳۵ – ۷ اکتبر ۱۹۸۰) ورزشکار روئینگ اهل لیتوانی بود.
وی در مسابقات کشوری و بین‌المللی در مجموع برندهٔ ۳ مدال طلا، ۶ مدال نقره، ۱ مدال برنز شده‌است.